# Quận Swift, Minnesota

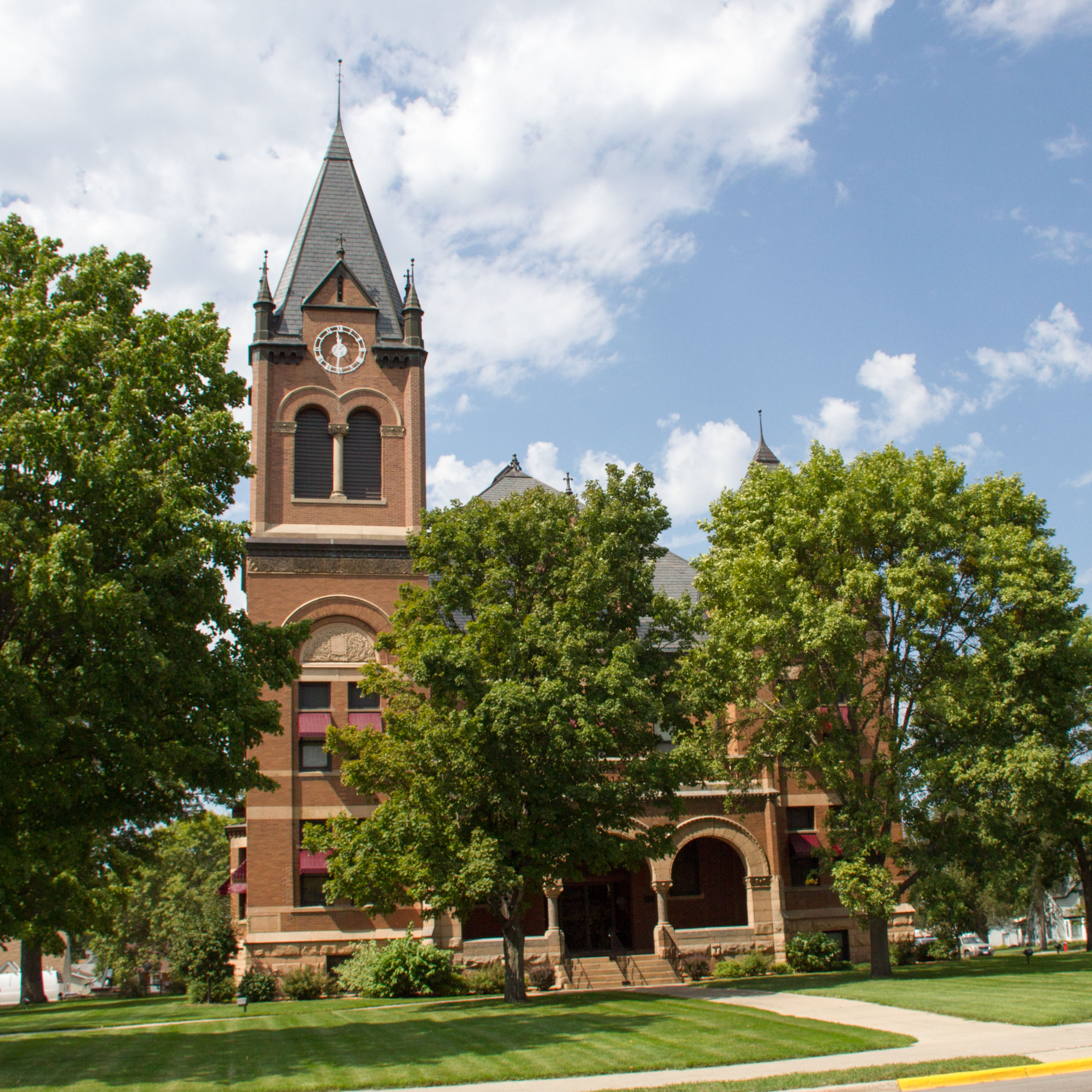
Tòa án quận Swift.

Quận Swift là một quận thuộc tiểu bang Minnesota, Hoa Kỳ.
Quận này được đặt tên theo. Theo điều tra dân số của Cục điều tra dân số Hoa Kỳ năm 2010, quận có dân số 9.783. người. Quận lỵ đóng ở Benson6.

## Địa lý
Theo Cục điều tra dân số Hoa Kỳ, quận có diện tích 1949 km2, trong đó có 23 km2 là diện tích mặt nước.

## Thông tin nhân khẩu
Theo điều tra dân số năm 2000 2, quận có dân số 11.956 người, 4.353 hộ gia đình, và 2.881 gia đình sinh sống trong quận. Mật độ dân số là 16 người trên mỗi dặm vuông (6/km ²). Có 4.821 đơn vị nhà ở mật độ trung bình của 6 mỗi dặm vuông (2/km ²). Cơ cấu chủng tộc của quận là 90,67% người da trắng, 2,69% da đen hoặc người Mỹ gốc Phi, 0,50% người Mỹ bản xứ, 1,43% người châu Á, Thái Bình Dương 1,52%, 1,40% từ các chủng tộc khác, và 1,79% từ hai hay nhiều chủng tộc. 2,68% dân số là người gốc Tây Ban Nha hay Latino thuộc chủng tộc khác. Quận Swift có tỷ lệ người bản xứ đảo Thái Bình Dương cao nhất trong của bất kỳ quận nào ngoài ở Mỹ tiểu bang Hawaii. 34,4% người gốc Đức, 30,5% gốc Na Uy, người Thụy Điển 5,2% và 5,1% gốc Ailen theo điều tra dân số 2000.
Có 4.353 hộ, trong đó 30,00% có trẻ em dưới tuổi 18 sống chung với họ, 56,90% đã được cặp vợ chồng chung sống với nhau, 6,10% có một chủ hộ là nữ không có chồng, và 33,80% là không gia đình. 30,90% của tất cả các hộ gia đình đã được thực hiện của các cá nhân và 17,60% có người sống một mình 65 tuổi hoặc lớn tuổi hơn là. Cỡ hộ trung bình là 2,39 và cỡ gia đình trung bình là 3,00.
Trong quận, dân số có cơ cấu tuổi gồm 23,00% dưới 18 tuổi, 7,30% từ 18 đến 24, 29,60% từ 25 đến 44, 21,60% từ 45 đến 64, và 18,50% là những người từ 65 tuổi trở lên. Độ tuổi trung bình là 39. Cứ mỗi 100 nữ có 120,60 nam giới. Đối với mỗi độ tuổi phụ nữ 18 tuổi và lớn hơn cứ nữ giới có 124,60 nam giới.
Thu nhập trung bình cho một hộ gia đình trong quận là 34.820 đô la Mỹ, và thu nhập trung bình cho một gia đình là 44.208 đô la Mỹ. Nam giới có thu nhập trung bình 29.362 USD so với 21.667 USD đối với nữ giới. Thu nhập bình quân đầu người của quận là 16.360 USD. Khoảng 5,30% gia đình và 8,40% dân số sống dưới mức nghèo khổ, trong đó có 6,90% của những người dưới 18 tuổi và 13,80% của những người 65 tuổi trở lên.